# Al-Arian
Pour les articles homonymes, voir Arian.
Al-Arian (Arabe : العريان ; Hébreu : אל עריאן) est un village arabe situé en Israël, dans la région de Wadi Ara et administrativement dans la zone du Conseil régional de Manashe. En 2006, sa population était de 286 habitants.
Le village fait partie du Triangle.